# Белавичі (Дуга Реса)
45°25′ пн. ш. 15°28′ сх. д. / 45.42° пн. ш. 15.47° сх. д.
Белавичі (хорв. Belavići) — населений пункт у Хорватії, у Карловацькій жупанії у складі міста Дуга Реса.

## Населення
Населення за даними перепису 2011 року становило 305 осіб.
Динаміка чисельності населення поселення: